# Бланкенбург, Хорст
Хорст Гюнтер Бланкенбург (нем. Horst Günther Blankenburg; род. 10 июля 1947, Хайденхайм-на-Бренце) — немецкий футболист, игравший на позиции защитника.

## Клубная карьера
Хорст Бланкенбург начал свою футбольную карьеру в молодёжной команде клуба «Хайденхайм». В 1967 году Хорст стал игроком «Нюрнберга». В чемпионате Германии сезона 1967/1968 Хорст отыграл 13 матчей и чемпионом Германии. Затем Хорст перешёл в австрийский «Винер», сумма трансфера составила 45 тысяч марок. В австрийском клубе Хорст провёл один сезон, после которого перешёл в немецкий «Мюнхен 1860», его новый клуб заплатил за него 100 тыс. марок. В сезоне 1969/1970 Хорст провёл 33 матча и забил 1 гол, а его команда заняла предпоследнее 17 место в чемпионате и покинула высший дивизион Германии.
В 1970 году Бланкенбург отправился в Нидерланды выступать за амстердамский «Аякс». За 5 лет в составе «Аякса» Хорст дважды становился чемпионом Нидерландов (1972, 1973) и обладателем кубка Нидерландов (1971, 1972). Бланкенбург также выиграл трижды Кубок чемпионов в 1971, 1972 и 1973 году, также им были выиграны Суперкубок Европы (1972 и 1973) и Межконтинентальный кубок (1972). В общей сумме он провёл за клуб 188 матчей и забил 5 голов. 
В 1975 году Хорст вернулся в Германию выступать за «Гамбург». Под руководством Куно Клётцера Бланкенбург завоевал кубок Германии в 1976 году и Кубок обладателей кубков в 1977 году, хотя Хорст так и не сумел сыграть в финальном матче против бельгийского «Андерлехта». В 1977 году Хорст отправился в Швейцарию выступать за клуб «Ксамакс», но после одного проведённого сезона за «Ксамакс» Хорст переехал в США, где в течение трёх сезонов выступал за клуб «Чикаго Стинг». Всего за три года Бланкенбург провёл 38 матчей и отличился одним результативным пасом. В 1981 году Хорст вернулся в Германию и ещё в течение одного сезона выступал за клуб «Пройссен» из города Мюнстер, который выступал во Второй бундеслиге. После завершения профессиональной карьеры футболиста в 1982 году Хорст продолжил выступать в любительском клубе «Хуммелсбюттелер», где также выступал его бывший одноклубник по «Нюрнбергу» и «Гамбургу» Георг Волкерт.
Проживая в Гамбурге, он регулярно играл за клуб «Uwe Seeler Traditionself», который назван в честь Уве Зеелера. В состав команды входят многие ветераны футбола, в том числе легендарные игроки «Гамбурга», клуб часто участвует в благотворительных матчах.

## Достижения
«Нюрнберг»
- Чемпион Германии: 1967/68

«Аякс»
- Чемпион Нидерландов (2): 1971/72, 1972/73
- Обладатель Кубка Нидерландов (2): 1970/71, 1971/72
- Обладатель Межконтинентального кубка: 1972
- Обладатель Суперкубка Европы (2): 1972, 1973
- Обладатель Кубка европейских чемпионов  (3): 1970/71, 197172, 1972/73

«Гамбург»
- Обладатель Кубка Германии: 1975/76
- Обладатель Кубка обладателей кубков: 1976/77